# Robert Shirley, 13. Earl Ferrers
Robert Washington Shirley, 13. Earl Ferrers PC (* 8. Juni 1929; † 13. November 2012) war ein britischer Peer und Politiker.

## Leben
Shirley war der einzige Sohn von Robert Shirley, 12. Earl Ferrers, aus dessen Ehe mit Hermione Justice Morley. Als Heir apparent seines Vaters führte er von 1937 bis 1954 den Höflichkeitstitel Viscount Tamworth. Er besuchte das Winchester College und studierte dann am Magdalene College der University of Cambridge Agrarwissenschaft. 1948 trat er als Offizier der Coldstream Guards in die British Army ein, er war auf dem Malaiischen Archipel stationiert und erreichte 1950 den Rang eines Lieutenant. 1954 erbte er beim Tod seines Vaters dessen Adelstitel als Earl Ferrers und den damit verbundenen Sitz im House of Lords.
Im Oberhaus schloss er sich der Fraktion der Conservative Party an und während der konservativen Regierungen Harold Macmillan und Alec Douglas-Home (1962–1964) sowie Edward Heath (1971–1974) diente er als Whip seiner Partei im Oberhaus. In der Folgezeit war er für einige Monate Parlamentarischer Staatssekretär im Ministerium für Landwirtschaft und Fischerei.
Nachdem der Konservativen unter Margaret Thatcher wieder die Regierung stellten, wurde Shirley Minister of State im selben Ministerium sowie stellvertretender Vorsitzender des House of Lords. Beide Ämter gab er 1983 auf. 1988 kehrte er als Staatsminister im Home Office in der Regierung, ab 1990 unter John Major, zurück. 1994 wechselte er ins Handels- und Industrieministerium und im folgenden Jahr in das Umweltministerium. Bis 1997 war er außerdem wiederum stellvertretender Vorsitzender des House of Lords. Shirley diente somit unter fünf konservativen Premierministern mehr als 18 Jahre lang in Regierungsämtern.
Auch nach der Reform des Oberhauses 1999 hatte er weiterhin einen Sitz dort als eines der 90 Mitglieder, die von den erblichen Peers gewählt wurden.

## Familie
Shirley war verheiratet und hatte zwei Söhne und drei Töchter. Sein ältester Sohn Robert Shirley (* 1952) erbte bei seinem Tod 2012 seine Adelstitel.